# Карл Чапп фон Біркенштеттен
Барон Карл Франц Йозеф Чапп фон Біркенштеттен (нім. Karl Franz Josef Freiherr Czapp von Birkenstetten; 9 січня 1864 — 18 жовтня 1952) — австро-угорський воєначальник, міністр ландверу Цислейтанії в 1917/18 роках. Генерал артилерії запасу вермахту.

## Біографія
На початку Першої світової війни призначений командиром 106-ї ландверної піхотної дивізії і направлений на Східний фронт. Через місяць замінений генерал-майором Артуром фон Ріхард-Ростокшілом. У лютому 1915 року прийняв командування 46-ї ландверної піхотної дивізії, командував цим підрозділом протягом семи місяців. У червні 1917 року призначений міністром ландверу Цислейтанії, працював в урядах Ернста Зайдлера фон Фойхтенегга і Макса Гусарека фон Гейнляйна. 25 жовтня 1918 був замінений Фрідріхом Лене фон Ленсгаймом. З 1920 року у відставці.

## Звання
- Генерал-майор (31 жовтня 1912)
- Фельдмаршал-лейтенант (1 вересня 1915)
- Генерал артилерії запасу (1944)

## Нагороди
- Ювілейна пам'ятна медаль 1898
- Ювілейний хрест (1908)
- Медаль «За військові заслуги» (Австро-Угорщина)
  - бронзова
  - бронзова з мечами
  - срібна з мечами
- Орден Залізної Корони
  - 3-го класу
  - 2-го класу з військовою відзнакою і мечами (1915)
- Орден Леопольда (Австрія), лицарський хрест (1912)
- Хрест «За вислугу років» (Австрія) 3-го класу (25 років)
- Ґегаймрат (1917)
- Почесний знак Австрійського Червоного Хреста, зірка
- Військовий Хрест Карла
- Пам'ятна військова медаль (Австрія) з мечами
- Почесний хрест ветерана війни з мечами